# Joaquín Pi y Arsuaga
Joaquín Pi y Arsuaga (1854-1939) fue un médico, periodista y político español, hijo del presidente de la Primera República Española Francisco Pi y Margall.

## Biografía
Joaquín era uno de los tres hijos de Francisco Pi y Margall y Petra Arsuaga: dos varones, Francisco y el propio Joaquín, y una mujer, Dolores. Su padre, dirigente del Partido Democrático, había conocido a su madre en 1854 en Vergara, en donde se había escondido para evitar ser detenido por el gobierno moderado.
Se licenció en Medicina, ejerciendo como médico. Políticamente fue militante del republicanismo federalista, apoyando a su hermano Francisco, entonces uno de los jefes destacables del Partido Republicano Federal, quien se presentó infructuosamente a las elecciones generales de 1901, aunque sí consiguió ser elegido en 1903, en 1905 y por Solidaridad Catalana en las elecciones de 1907. Joaquín, sin embargo, no participó activamente en política en aquellos momentos, centrándose en el periodismo (con el cambio de siglo era director del periódico madrileño federalista fundado por su padre en 1891 El Nuevo Régimen) y la medicina como internista, siendo también socio fundador de la Sociedad Española de Higiene y autor de algunos destacables tratados médicos.
A la muerte de su hermano en 1912 le sustituyó como jefe del Partido Republicano Federal en Barcelona. Sin embargo, al proclamarse la Segunda República, los federales entraron en crisis, disgregándose en diversas tendencias. En la provincia de Barcelona, dichas tendencias cristalizaron en dos sectores fundamentalmente: uno, que tras las elecciones a Cortes Constituyentes se convertiría formalmente en Extrema Izquierda Republicana Federal, partidario de situarse a la izquierda de Esquerra Republicana de Catalunya y mantener contactos con los anarcosindicalistas; y otro, que permaneció dentro del Partido Federal (este sector también fragmentado por sus relaciones con la dirección oficial, dirigida por Eduardo Barriobero, que también impulsaba un programa izquierdizante, pero no al margen del partido).
Dentro de este contexto, Pi y Arsuaga, se presentó a las elecciones generales de 1931 en varias circunscripciones y candidaturas. En la circunscripción de Madrid (capital), lo hizo dentro de una candidatura disidente federal, que incluía también al propio Barriobero, en contra de la lista de la Conjunción Republicano-Socialista que apoyaba el Partido Federal en Madrid. En Barcelona (capital), no formaba parte de la candidatura federal que, siguiendo las indicaciones de la dirección del partido, se presentó de forma independiente (liderada por Barriobero y antecesora de la Extrema Izquierda Federal, aunque sin este último), pero sí de la candidatura exclusivamente republicana liderada por los radicales (que incluía también a miembros de la Derecha Liberal Republicana). La candidatura federal contaba, sin embargo, con sólo 13 candidatos, permitiendo así también el voto para Pi y Arsuaga. Aunque sus resultados en Madrid fueron testimoniales, Pi y Arsuaga resultaría elegido por Barcelona, en los escaños de las minorías, fruto de su inclusión en la candidatura radical.
En las Cortes republicanas se integró en el grupo parlamentario federal. Pidió que la República se configurara de forma federal a partir de los municipios y votó a favor del Estatuto de Autonomía de Cataluña y de la concesión del sufragio femenino. En cambio, no votó la nueva Constitución republicana (se ausentó, junto con muchos otros diputados federales) ni las leyes de Reforma Agraria ni de Congregaciones Religiosas. También se postuló como candidato a la presidencia de la República, compitiendo con Alcalá-Zamora. Obtuvo 7 votos (por 362 de Alcalá-Zamora) en la votación realizada el 10 de diciembre de 1931.
En las elecciones de 1933, Pi y Arsuaga colaboró con Lerroux en su candidatura republicana de centro-derecha en Madrid, siendo el elemento más a la izquierda de dicha candidatura. Sin embargo, esta apenas alcanzó el tercer puesto, sin posibilidad de obtener representación.
Joaquín finalizó también algunas de las obras inconclusas de su padre y ha sido calificado de «albacea espiritual» del legado de Francisco Pi y Margall.